# 김석진 (1911년)
김석진(1911년 6월 10일~1990년 5월 6일)은 대한민국의 정치인이다. 제4대 국회의원을 지냈다.

## 역대 선거 결과
|  | 63.76% |

|  | 17.40% |